# فورد مدل ۴۸

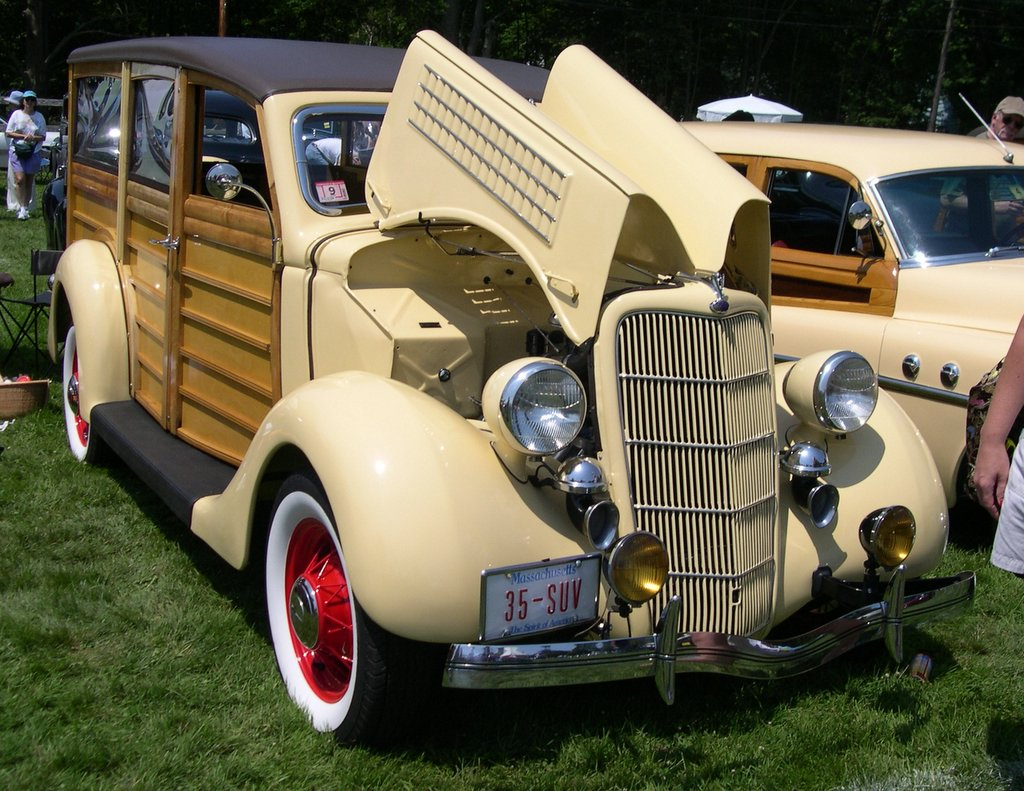

فورد مدل ۴۸ (به انگلیسی: Ford Model 48) خودرویی است که در سال‌های ۱۹۳۵–۱۹۳۶ میلادی تولید شده‌است. طراحی آن خودروهای موتور جلو-محور عقب بوده است.